# Daria S. Ustínova
Daria Serguéyevna Ustínova –en ruso, Дарья Сергеевна Устинова– (San Petersburgo, 8 de mayo de 1998) es una deportista rusa que compite en natación, especialista en el estilo libre. Ganó una medalla de bronce en el Campeonato Europeo de Natación en Piscina Corta de 2019, en la prueba de 4 × 50 m estilos.

## Palmarés internacional
| Campeonato Europeo en Piscina Corta | Campeonato Europeo en Piscina Corta | Campeonato Europeo en Piscina Corta | Campeonato Europeo en Piscina Corta |
| Año                                 | Lugar                               | Medalla                             | Prueba                              |
| ----------------------------------- | ----------------------------------- | ----------------------------------- | ----------------------------------- |
| 2019                                | Glasgow (Reino Unido)               | Medalla de bronce                   | 4 × 50 m estilos                    |